# セルゲイ・パルチコフ
セルゲイ・パルチコフ（露: Сергей Пальчиков、1893年 - 1969年）は、ロシア・メンゼリンスク生まれの教育者。白系ロシア人。被爆バイオリンの元所有者。

## 来歴
1893年メンゼリンスクで貴族の家系に生まれる。一家は音楽の造詣が深く、セルゲイは4歳からバイオリンを始めている。カザン大学法学部卒業。語学が堪能で、数カ国語に精通した。
第一次世界大戦では砲兵隊士官として従軍、1917年ロシア革命では白軍将校として参加した（白系ロシア人）。白軍は劣勢になりセルゲイは東へ敗走、その途中で貴族出身のアレクサンドラと出会い1920年結婚、1921年ウラジオストクで長女カレリアが生まれる。1922年ウラジオストクから日本へ亡命、1923年（大正12年）2月から広島に定住する。多くの白系ロシア人は横浜か神戸に定住する中、パルチコフ一家が広島に定住した理由は“文化的雰囲気が気に入ったため”とされている。1924年（大正13年）長男ニコライが生まれる。
ただ生活は困窮し、セルゲイは愛用のバイオリンを質に出すことを決める。セルゲイは質屋へ向かっていた所、日進館館主に呼び止められ、その場で演奏すると、すぐにその腕を認めた館主により日進館でサイレント映画の伴奏者として雇われることになった。友人の白系ロシア人数人と弦楽アンサンブルを組織し伴奏していた。薄田太郎『がんす横丁』に「ルバシカ姿の白系露人三名が参加して、益々好評を博した」「洗練された演奏ぶりが呼物となり」とある。
そこへ、セルゲイの評判を聞きつけた広島女学校（現広島女学院）教師がN・B・ゲーンス校長に推薦、1926年（大正15年）セルゲイは広島女学校音楽教師に採用された。そして女学院生徒による弦楽オーケストラを編成、同年6月には音楽会を開催した。またセルゲイは女学校の近くの上流川町（現中区幟町）の自宅で個人向けに1ヶ月20円でバイオリン指導、あるいは英語指導を行い、更に広島陸軍幼年学校で外国語指導をしていた。セルゲイの指導はとても厳しく、当時生徒だった人物によると、「いっとー、にーとー、さんとー」と外国なまりの日本語で拍子を取っていた、「そんな音は駄目ねー」と何十回も弾き直しを命じられた、“カタカタカタ！　激しく先生の棒が木の譜面台の縁を叩く。やり直し。永久に全部は歌えないのではないかと思われるほど”、だったという。年に1回開かれた広島女学校音楽教師演奏会ではセルゲイの演奏目当てに大勢の客が詰めかけたという。1933年（昭和8年）次男デビッドが生まれる。長男ニコライの回想によると、小学生時代（おおよそ1936年まで）は何一つ差別は受けなかったという。
1940年（昭和15年）日米関係悪化に伴い広島女学校のアメリカ人教師や宣教師が強制帰国させられる。セルゲイは日本へ残るか（ソ連以外の）他国へ移るか悩み、くじびきの末、留まることを決断する。当時長女カレリアと長男ニコライは神戸のカナディアン・アカデミーに在学、1940年長男ニコライはアメリカの大学進学を目指して渡米し長女カレリアは広島に戻り英語教師となった。
1941年（昭和16年）12月太平洋戦争勃発。アメリカにいた長男ニコライとは音信不通となる。ある日セルゲイは知人に「家に北海道のチーズがある」と話したところ、“家に北海道の地図を隠し持っている”という噂が広まり、スパイ容疑で連行される。厳しい尋問の末、嫌疑が晴れ釈放されたが、体を壊したセルゲイは広島女学校の教師を続けることができなくなり、更に自宅は軍に接収されたため、パルチコフ一家は牛田旭（現東区）で借家住まいすることになった。
1945年（昭和20年）8月6日、セルゲイ・妻アレキサンドラ・長女カレリアは家の中にいた。次男デビットが“飛行機がきた”と叫びながら家に入った瞬間、広島市への原子爆弾投下。牛田旭の家は爆心地から約2.5kmに位置した。家の壁が崩れ家族全員が下敷きになったが、長女カレリアが頭部に軽い怪我を負ったのみで他は無事だった。パルチコフ一家は身の回りのわずかな物とバイオリンを持って、市内から避難してきた被爆者と共に郊外へ避難していった。病弱な妻アレキサンドラを連れて長く歩くことができず、セルゲイは食べ物を求めて一軒の家を訪ねると、そのマツモト氏はパルチコフ一家に食事を与え数日間宿泊させた。マツモト家には見ず知らずの10家族が身を寄せていたが、パルチコフ一家が外国人であることを誰も気にせず一緒に助けあっていたという。
終戦後、パルチコフ一家は他の白系ロシア人と共に帝釈峡に送られ旅館“大黒屋”に2ヶ月ほど留め置かれた。
1945年9月のある日、セルゲイは知人を探すため広島市内に入ると、米軍で語学兵となっていた長男ニコライと奇跡的な再会を果たす。パルチコフ一家は東京で暮らすことになり、セルゲイと長女カレリアは長男ニコライの計らいでGHQで働くことになった。
1951年セルゲイと妻アレキサンドラは渡米、セルゲイはカリフォルニア州にあった陸軍語学学校（のちのアメリカ国防総省語学学校）に勤め、冷戦下で需要が高まった同校のロシア語教育プログラムの創設に携わり、米兵にロシア語を指導した。
退役後はバイオリン指導や、趣味の写真に生きた。孫の証言によると、セルゲイは広島での暮らしについてはよく話していたが被爆体験について話すことは殆ど無かったという。1969年死去。76歳没。1986年長女カレリアの手で、セルゲイと妻アレキサンドラは原爆死没者名簿に登録された。

## 備考
被爆バイオリン
セルゲイが終生愛用していたバイオリン。中に“ユーリ・パルチコフ 1920”というプレートが貼られており、元々セルゲイの叔父が所有していたものとされる。アメリカで生まれ育ったセルゲイの孫の証言によると、セルゲイが生前にこれを演奏する姿を見たという。
セルゲイ死去後、長女カレリアが所有していた。1986年広島女学院創立百年祭の際に長女カレリアは来日、セルゲイの被爆バイオリンを広島女学院に寄贈した。その時点で演奏できる状態ではなかった。2011年女学院は石井高に修復を依頼、3ヶ月かけ2012年修復された。
現在は広島女学院歴史資料館に展示されている。
家族
- 妻アレキサンドラの生年は不明。1920年セルゲイと結婚。終生セルゲイに付き添っている。被爆者。1985年87歳で亡くなった[13]。
- 長女カレリアは1921年ウラジオストク生まれ。広島女学院出身[13]。カナディアン・アカデミー後は広島で英語教師をしていた。被爆者。被爆後、マツモト家から陸軍病院に数日通い、被爆者の治療看護を手伝ったが心労と激務で倒れた[9]。戦後米国戦略爆撃調査団は被爆者に面接調査を行ったが、この中でカレリアが唯一英語で証言している[9][14]。のちGHQで働き、（両親より早い）1948年に渡米し米兵ポール・ドレイコと結婚した[13][14]。渡米直後は“広島で被爆した白人女性”としてマスコミにセンセーショナルに取り上げられ[13]、ラジオ番組に出演したり被爆体験を綴った本を出版している[18]。それ以降は沈黙を守った[13]。日系人とは進んで交流したが、在米被爆者は一人も知らなかった[10]。2014年ロングビーチ (カリフォルニア州)で93歳で亡くなった[13][14]。
- 長男ニコライは1924年広島生まれ。広島の小学校へ通う[3]。カナディアン・アカデミー後1940年に渡米、働きながらアメリカの高校に通う[12]。太平洋戦争勃発後、父セルゲイのスパイ容疑のことを知人の手紙で知ると日本への不審を募らせ、1943年高校卒業直前にアメリカ陸軍に志願する[12]。内地訓練後、フィリピンで日本軍の通信を傍受し英訳する任務、そして日本兵捕虜への尋問も行った[12]。広島原爆投下は日本からの電波を傍受して知ったという[12]。戦後連合国軍占領下の日本での任務となり通訳を担当した[12]。そして特別休暇で広島に帰り、いろいろ回ったが家族が見つからなかったので諦めて市内を出ようとした所、偶然セルゲイと再開することができた[12]。その後もアメリカ陸軍に残ったが、核戦争を想定して一般市民を対象に行われた避難訓練において軍が核兵器に対して無知だったことに憤り除隊、大学に進学し、以降反核運動に参加した[13]。原水協世界大会で体験を語っている[13]。2003年79歳で亡くなった[13]。
- 次男デビットは1933年広島生まれ。被爆者。朝鮮戦争・ベトナム戦争で従軍した[13]。その後正教会の輔祭となりケニアで活動した[13]。1995年62歳で亡くなった[13]。
- カレリアの長男つまりセルゲイの孫にあたるアンソニー・ドレイゴがダグラス・ウェルマンとの共著で『Surviving Hiroshima: A Young Woman's Story』ISBN 1608082369 を出版している。これはカレリアの証言などからパルチコフ一家の歴史をまとめたもの[18]。

教え子
- レストハウスに展示されている被爆ピアノ「明子さんのピアノ」の元所有者は、セルゲイの広島女学校教師時代の教え子にあたる[15]。